# Ameglia
Ameglia is een gemeente in de Italiaanse provincie La Spezia (regio Ligurië) en telt 4551 inwoners (31-12-2004). De oppervlakte bedraagt 14,0 km², de bevolkingsdichtheid is 347 inwoners per km².
De volgende frazioni maken deel uit van de gemeente: Bocca di Magra, Fiumaretta, Montemarcello.

## Demografie
Ameglia telt ongeveer 1979 huishoudens. Het aantal inwoners steeg in de periode 1991-2001 met 6,1% volgens cijfers uit de tienjaarlijkse volkstellingen van ISTAT.
| Jaar | Inwoneraantal |
| ---- | ------------- |
| 1991 | 4259          |
| 2001 | 4520          |

## Geografie
De gemeente ligt op ongeveer 89 m boven zeeniveau.
Ameglia grenst aan de volgende gemeenten: Lerici, Sarzana.

## Impressie

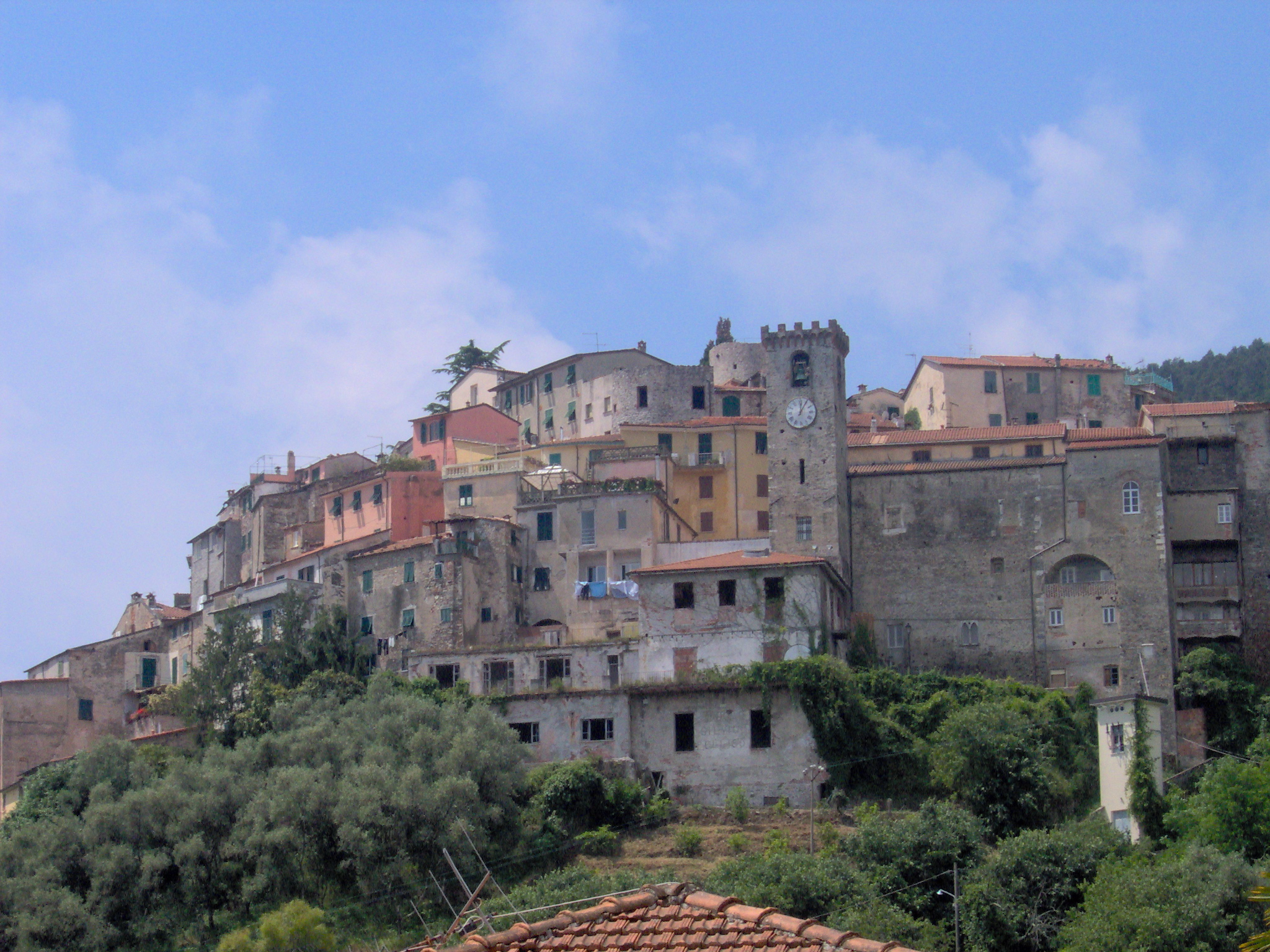
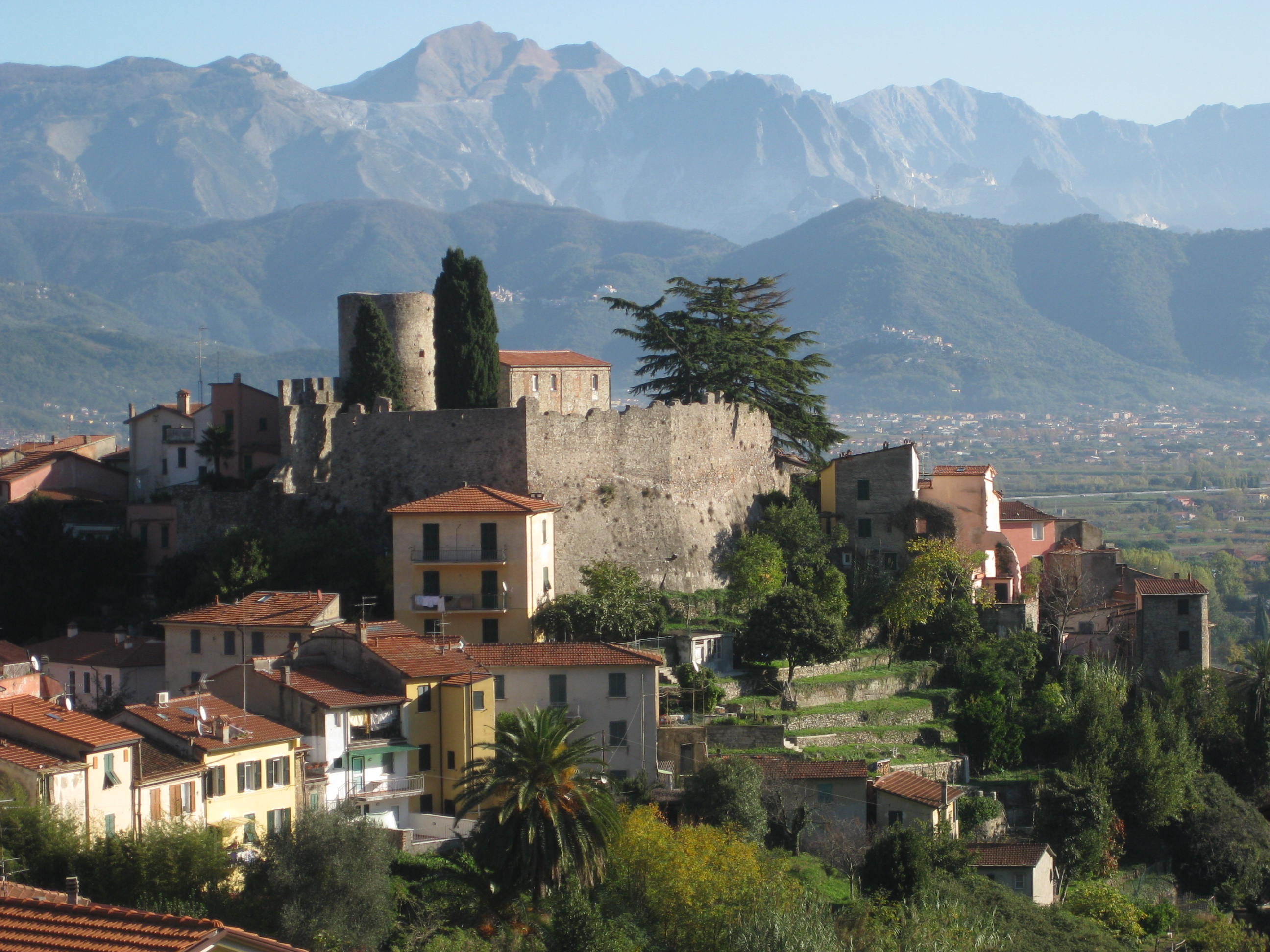
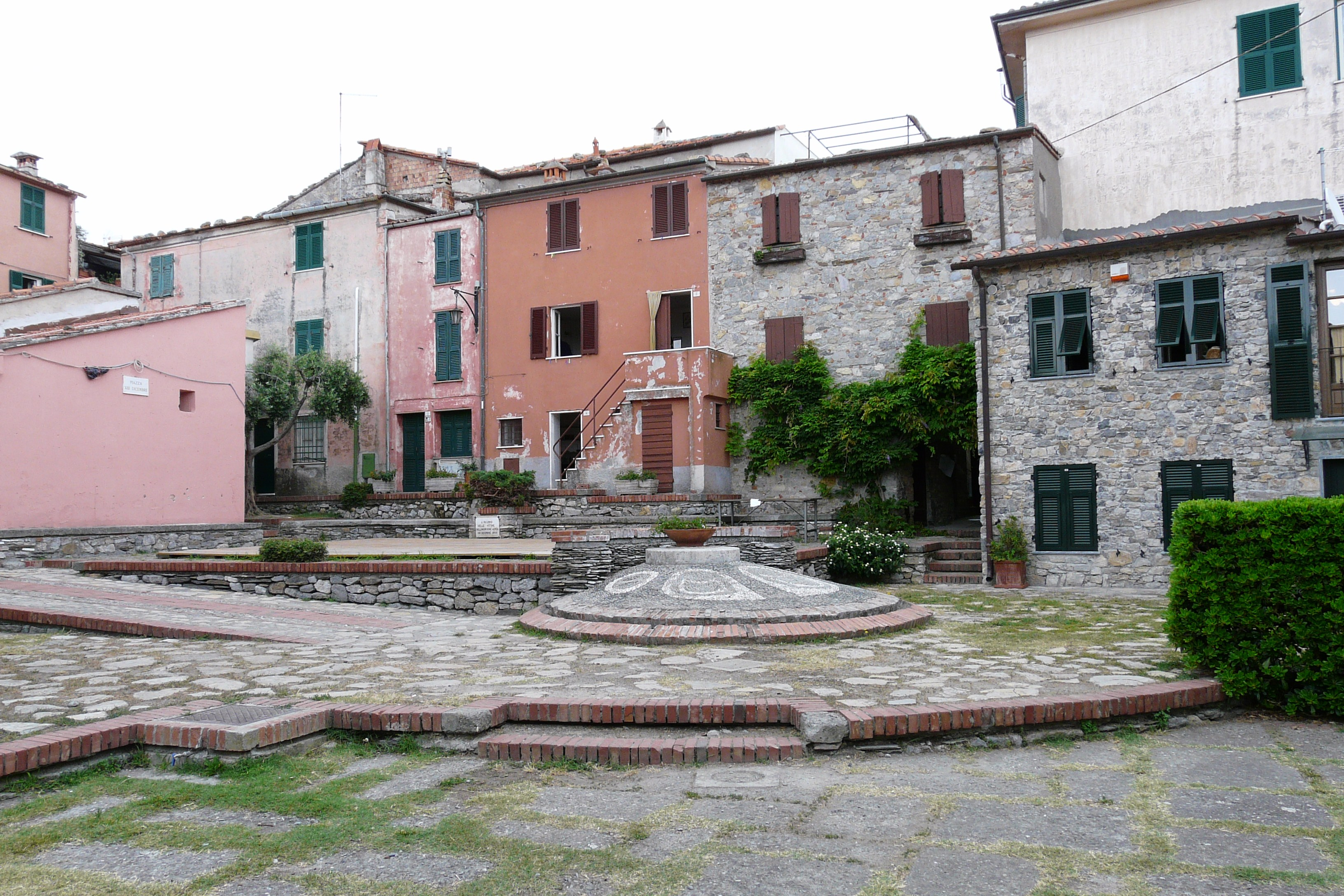
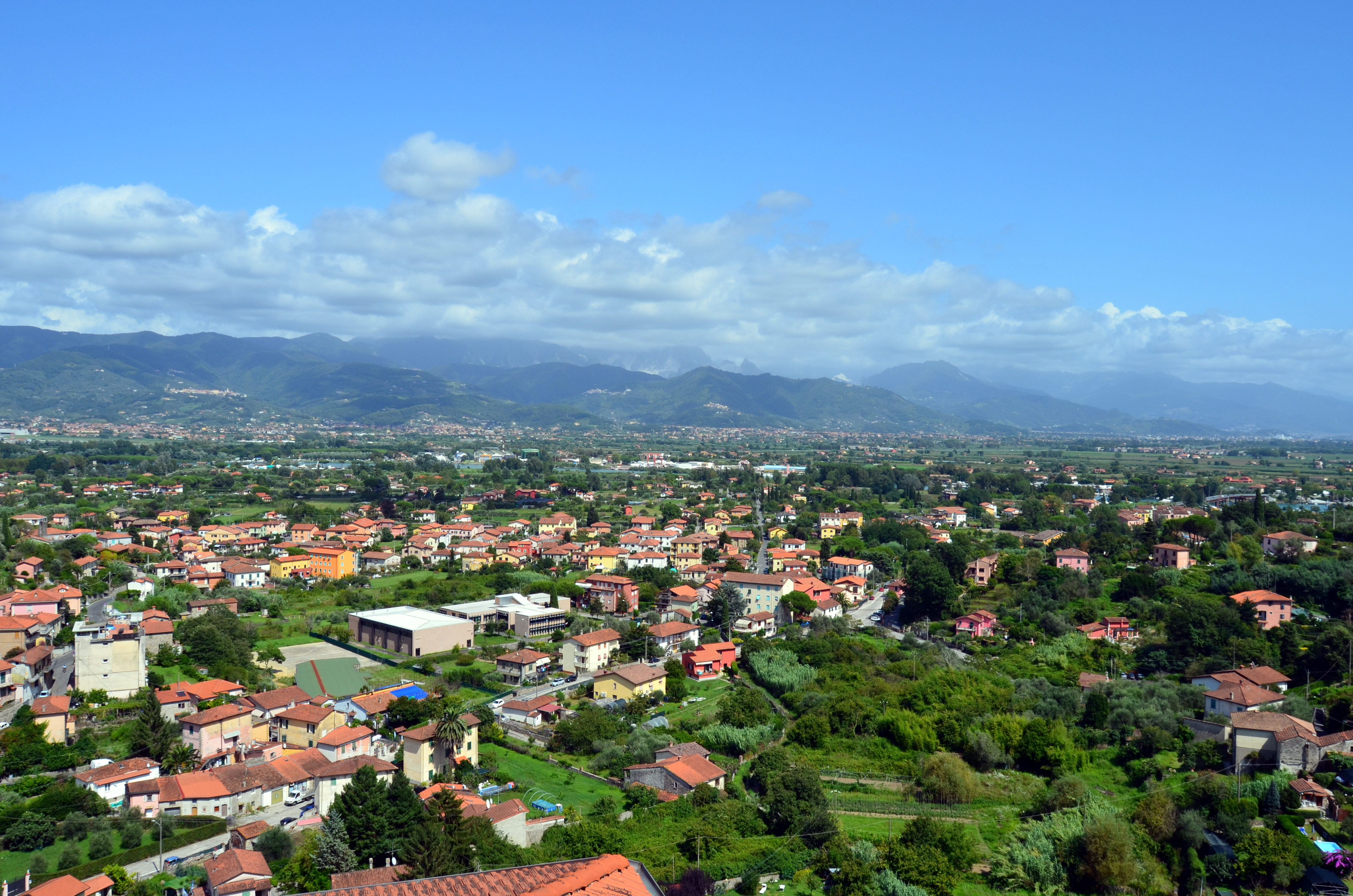
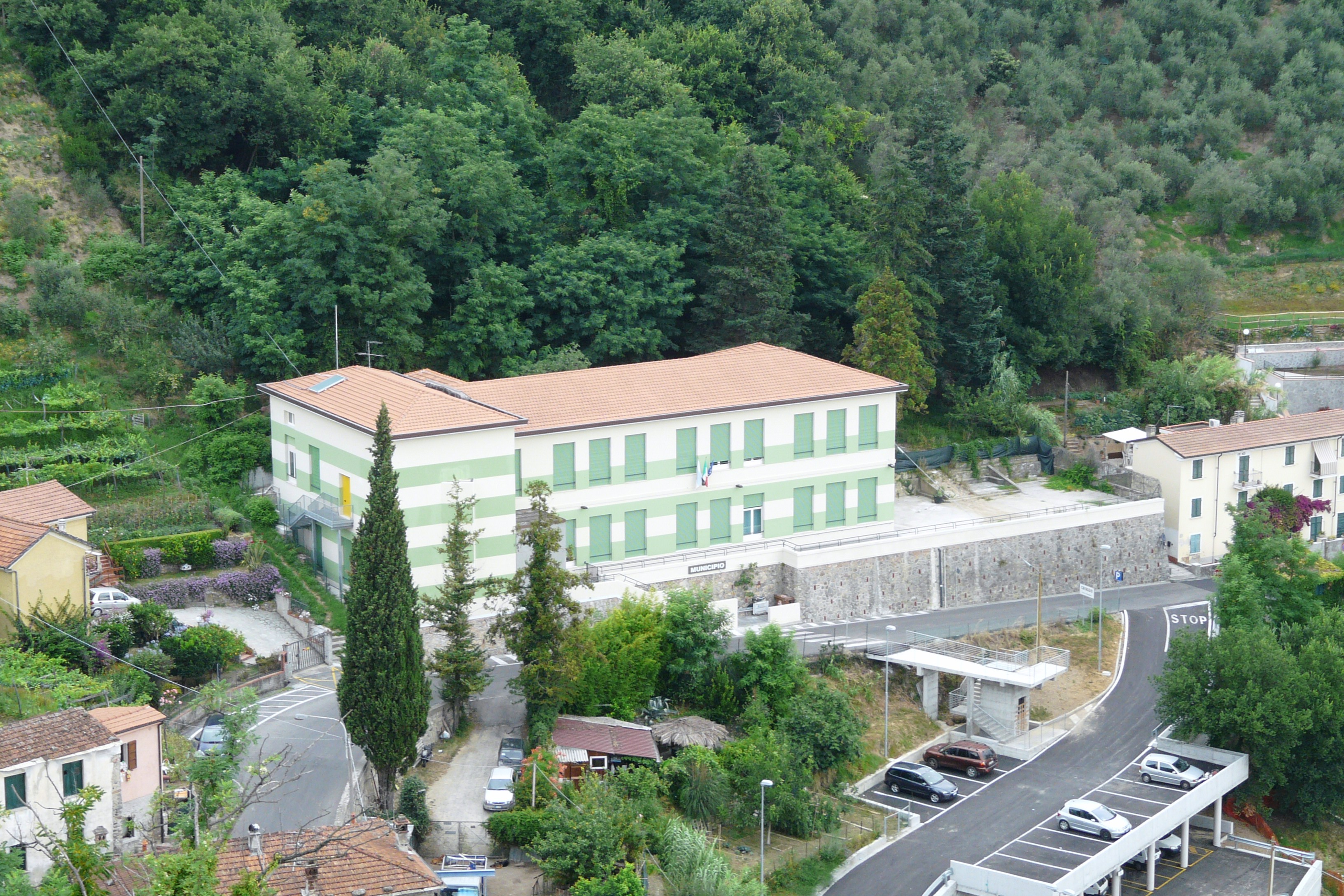